# 郁江 (西江支流)
郁江，也称为南江，是西江右岸的支流，也是西江最大的支流。发源于云南省文山壮族苗族自治州广南县，于广西桂平市注入西江干段。全长1157千米，平均比降0.33‰，流域面积89677平方千米，年均径流量476.7亿立方米，为西江最大的支流。历史上郁江曾是中国西南地区重要的黄金水道。

## 干流概况
郁江河源段称达良河，发源于云南省文山州广南县莲城镇那省上寨（原属那伦乡）。
北流至坝美镇坡们（原属八达乡）右纳阿科河后称驮娘江，北流进入广西百色市西林县。
驮娘江在西林县八达镇那汪屯左纳泥洞河后转东流，至田林县八渡瑶族乡福达村（原福达瑶族乡）附近左纳八中河后转东南流，进入云南文山州富宁县境，称剥隘河。
剥隘河在富宁县剥隘镇北右纳那马河后转东流，进入广西百色市右江区境内，东流至百色市区以东，左纳澄碧河后干流又改称右江，转东南流，干流流经田阳县、田东县、平果市、隆安县后进入南宁市辖区，
在南宁江南区江西镇同江村北右纳左江后，干流始称“郁江”，在南宁市辖区境内又称邕江，自西向东流过南宁市南部市区，之后进入横县境。郁江在横县六景镇转东南流，流入西津水库，出库后转东北流，经贵港市港北区，至桂平市汇入西江黔江段，黔江郁江会合以后的西江河段又称浔江。

## 流域概况
郁江流域面积89677平方千米，其中云南省9722平方千米，广西68352平方千米，另有11593平方千米在越南境内。流域地处云贵高原东南缘，喀斯特地貌广布，峰从林立，峡谷纵横，洞穴众多。流域地处中亚热带和南亚热带南季风气候区，西北部气温低，干燥，东南部气温高，湿润。年平均气温16.7～22.1℃。年均降水量1115～1470毫米。